# Kirche Neundorf (Sugenheim)

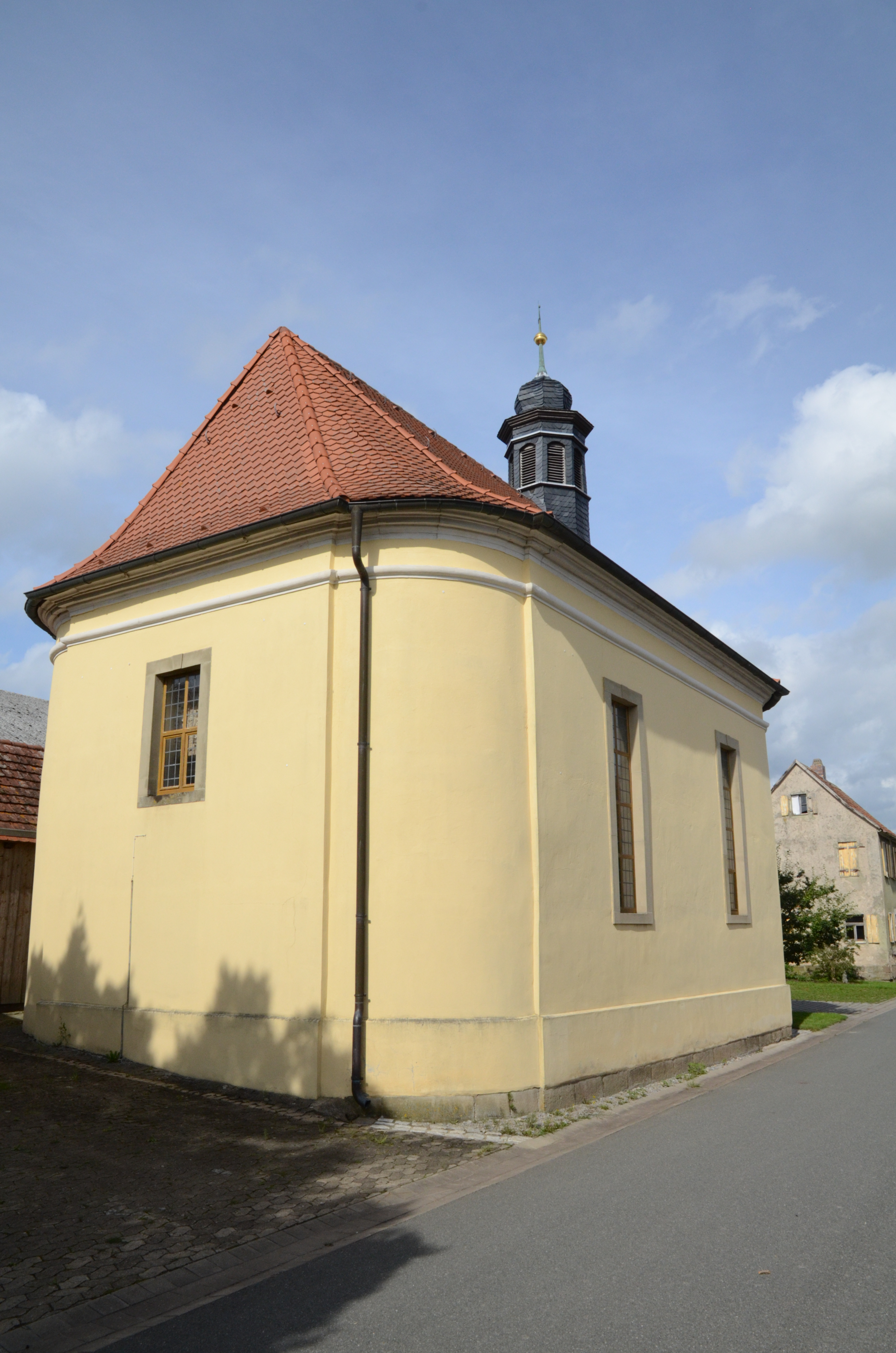
Evangelische Kirche in Neundorf

Die denkmalgeschützte Evangelische Kirche steht in Neundorf, einem Gemeindeteil des Marktes Sugenheim im Landkreis Neustadt an der Aisch-Bad Windsheim (Mittelfranken, Bayern). Das Bauwerk ist unter der Denkmalnummer D-5-75-165-86 als Baudenkmal in der Bayerischen Denkmalliste eingetragen. Die Kirchengemeinde gehört zur Pfarrei Ehegrund im Dekanat Markt Einersheim im Kirchenkreis Ansbach-Würzburg der Evangelisch-Lutherischen Kirche in Bayern.

## Beschreibung
Die Saalkirche ließ 1743/44 ein Schenken von Limpurg erbauen, nachdem der Pfarrer der Kirchengemeinde von Sugenheim den Neundörfern seine Kirche verboten hatte. Das Wappen des Bauherrn ist sowohl im Sprenggiebel über dem Portal als auch am Kanzelaltar angebracht. Das Kirchenschiff hat abgerundete Ecken. Aus seinem Walmdach erhebt sich im Osten ein schiefergedeckter, achteckiger, mit einer Zwiebelhaube bedeckter Dachreiter, der die Turmuhr und den Glockenstuhl beherbergt. 
Die Orgel mit sechs Registern, einem Manual und einem Pedal wurde 1992 von Deininger & Renner gebaut.